# Conocyema polymorpha
Conocyema polymorpha är en djurart som tillhör fylumet rhombozoer, och som beskrevs av van Beneden 1882. Conocyema polymorpha ingår i släktet Conocyema och familjen Conocyemidae. Inga underarter finns listade i Catalogue of Life.